# Einsatz für Ellrich
Einsatz für Ellrich (Arbeitstitel: Kripo Köln – Einsatz für Ellrich) ist eine deutsche Fernsehserie, welche 2004 von RTL ausgestrahlt wurde. Die pseudodokumentarische Krimiserie (Crime-Soap/Crime-Doku) wurde von 19. April bis 3. September 2004 montags bis freitags um 17 Uhr gezeigt.

## Handlung
In Einsatz für Ellrich ermittelt die Kriminalhauptkommissarin Ilona Ellrich zusammen mit ihrem aus Kriminaloberkommissar Jürgen Schönewald und Kriminaloberkommissar Martin Scheidt bestehenden Team in frei erfundenen Fällen. Meist liegen den Fällen Kapitalverbrechen zu Grunde. Die Polizisten ermitteln für die Kripo Köln. Unterstützt werden die Ermittler bei ihrer Arbeit von Richter Ulrich Wetzel, welcher auch in der Gerichtssendung Das Strafgericht als Richter fungierte.

## Hintergrund
Das Format war angelehnt an den Stil der Sat.1-Krimiserie Niedrig und Kuhnt – Kommissare ermitteln und wurde auf dem parallelen Sendeplatz ausgestrahlt.
Ilona Ellrich, welche eigentlich als Kriminalhauptkommissarin für die Kriminalpolizei in Magdeburg und als Expertin für das MDR-Nachmittagsmagazin Hier ab vier tätig war, wurde für die Produktion von 50 Episoden Einsatz für Ellrich vom Polizeidienst freigestellt. Ihre Teamkollegen, die Kriminaloberkommissare Jürgen Schönewald (Kriminalpolizei Düren) und Martin Scheidt (Kriminalpolizei Duisburg), waren ebenso wie Ellrich echte Polizisten.

### Backdoor-Pilot und Crossover
Eingeführt wurde das neue Ermittlerteam durch einen Backdoor-Pilot in der Fernsehserie Das Strafgericht. In der dortigen Episode vom 19. April 2004 trat Kriminalhauptkommissarin Ilona Ellrich auf. Durch den wiederholten Auftritt von Ulrich Wetzel und den Backdoor-Pilot-Auftritt von Ilona Ellrich kam es mehrfach zu Crossovern zwischen den Fernsehserien Das Strafgericht und Einsatz für Ellrich. Die beiden Serien bilden somit ein Serienuniversum.

### Ausstrahlung und Einschaltquoten
Die erste Episode der Fernsehserie wurde am 19. April 2004 ausgestrahlt.
Die Einschaltquoten waren nach Meinung von Thomas Lückerath (DWDL.de) zu Beginn der Ausstrahlung „extrem schwach“, steigerten sich allerdings mit fortlaufenden Ausstrahlungsdauer der Krimiserie. Jedoch konnten weder der Senderschnitt noch das Niveau der parallel laufenden Sat.1-Serie Niedrig und Kuhnt – Kommissare ermitteln erreicht werden.
Am 9. Juli 2004 gab der Fernsehsender RTL aufgrund zu geringer Einschaltquoten die Einstellung der Fernsehserie bekannt. Den Sendeplatz von Einsatz für Ellrich übernahm Einsatz in 4 Wänden.

## Rezeption
Michael Reufsteck und Stefan Niggemeier tadelten den Stil der Fernsehserie, der bekannten Vorbildern zu stark ähnele. RTL sei es nicht gelungen, ein eigenständiges Format zu entwickeln und zu etablieren.

„Alle sind unglaublich cool und ruppig, wie sie es bei ihren fiktiven Fernsehkollegen gelernt haben. […] Seit Anfang der 90er Jahre geht Fernsehen in Deutschland normalerweise so: RTL führt ein neues Format zum Erfolg, und alle anderen kupfern es ab. Diesmal war es Sat.1, das das Format […] etabliert hatte, und selbst der ZDF-Abklatsch Einsatz täglich – Polizisten ermitteln war schneller auf Sendung als die RTL-Version.“